# Nova Era (ort)
Nova Era är en ort i Brasilien.   Den ligger i kommunen Nova Era och delstaten Minas Gerais, i den sydöstra delen av landet, 700 km sydost om huvudstaden Brasília. Nova Era ligger 632 meter över havet och antalet invånare är 15 595.
Terrängen runt Nova Era är lite kuperad. Närmaste större samhälle är João Monlevade, 15,7 km väster om Nova Era.
Omgivningarna runt Nova Era är huvudsakligen savann. Runt Nova Era är det ganska glesbefolkat, med 35 invånare per kvadratkilometer.